# Anchamps
Anchamps ist eine französische Gemeinde mit 215 Einwohnern (Stand 1. Januar 2022) im Département Ardennes in der Region Grand Est. Sie gehört zum Arrondissement Charleville-Mézières und zum Kanton Revin.

## Geographie
Anchamps liegt im 2011 gegründeten Regionalen Naturpark Ardennen und liegt am Ufer der Maas, die im Gemeindegebiet kräftige Mäander bildet. Die Gemeinde grenzt an Revin im Nordosten, an Les Mazures im Südwesten und an Laifour im Südosten.

## Infrastruktur
Anchamps hat einen Bahnhof, bedient durch die SNCF.

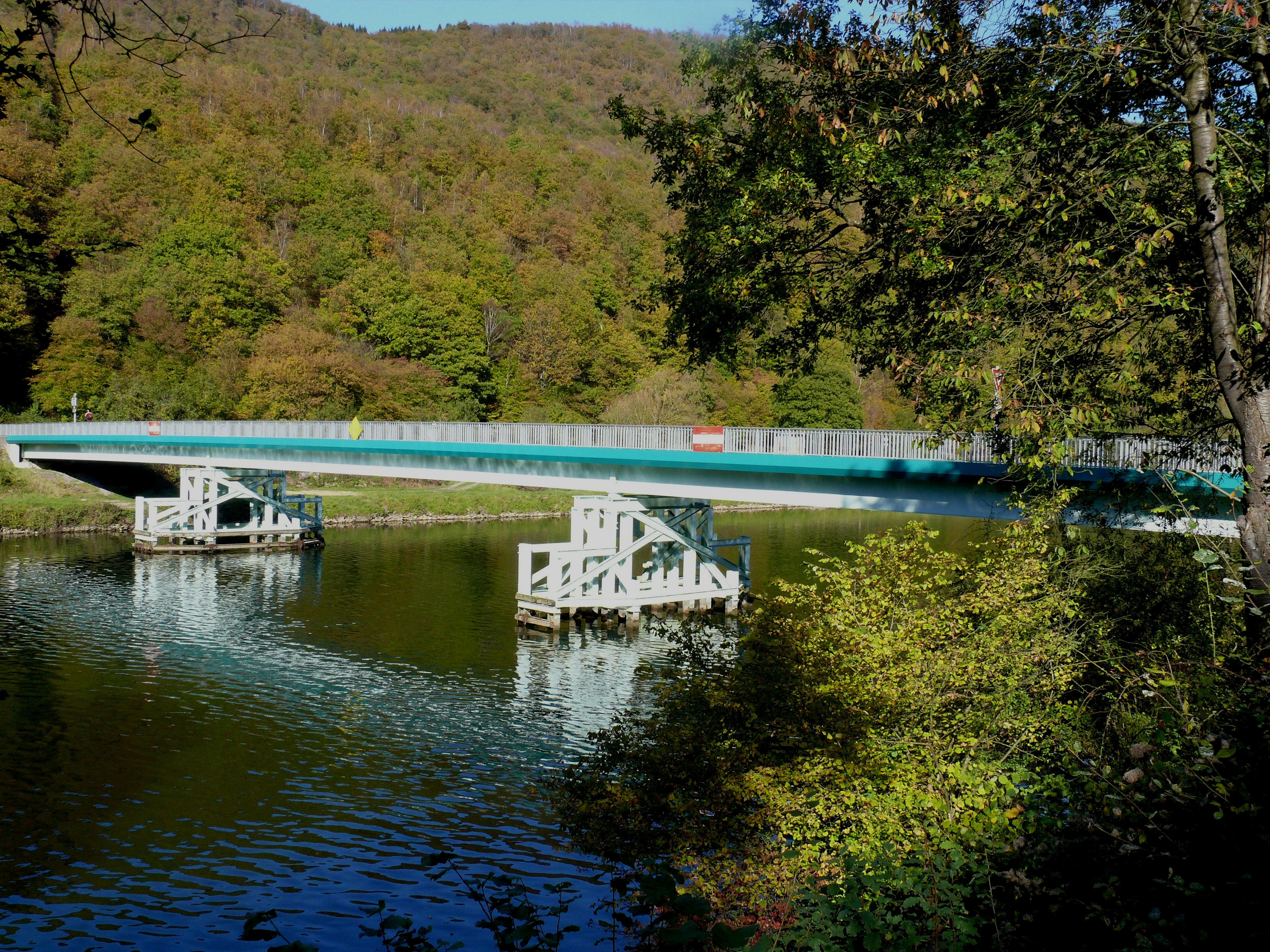
Brücke über die Maas
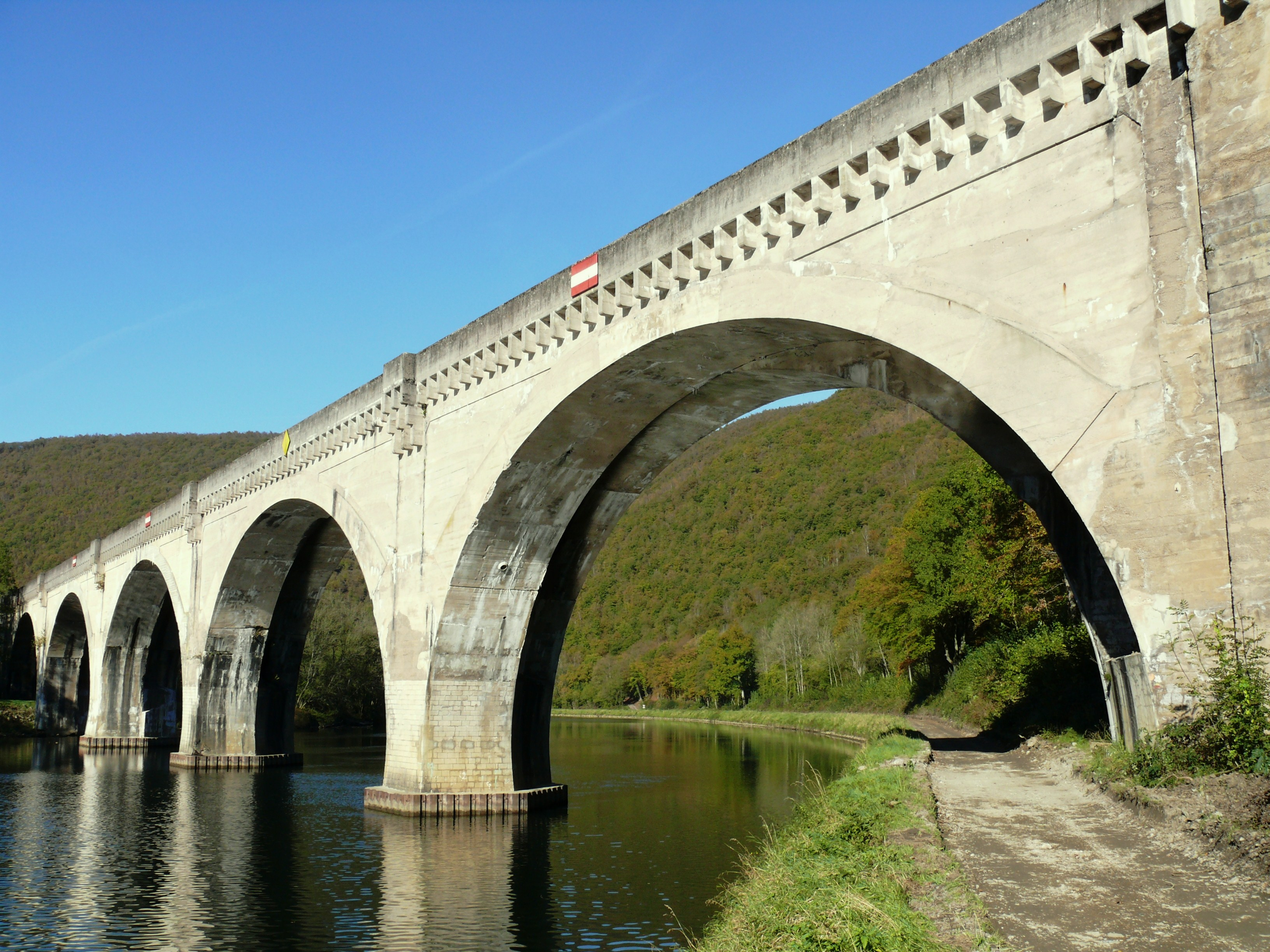
Eisenbahnviadukt über die Maas

## Geschichte
Frühere Ortsnamen waren Angehan (1400), Engehan (1459), Auchamp (1793) und Amchamps (1801).

### Bevölkerungsentwicklung
| Jahr      | 1962 | 1968 | 1975 | 1982 | 1990 | 1999 | 2006 | 2011 | 2015 |
| --------- | ---- | ---- | ---- | ---- | ---- | ---- | ---- | ---- | ---- |
| Einwohner | 174  | 182  | 177  | 199  | 204  | 192  | 222  | 230  | 222  |